# Vierländer Blutegelhandel

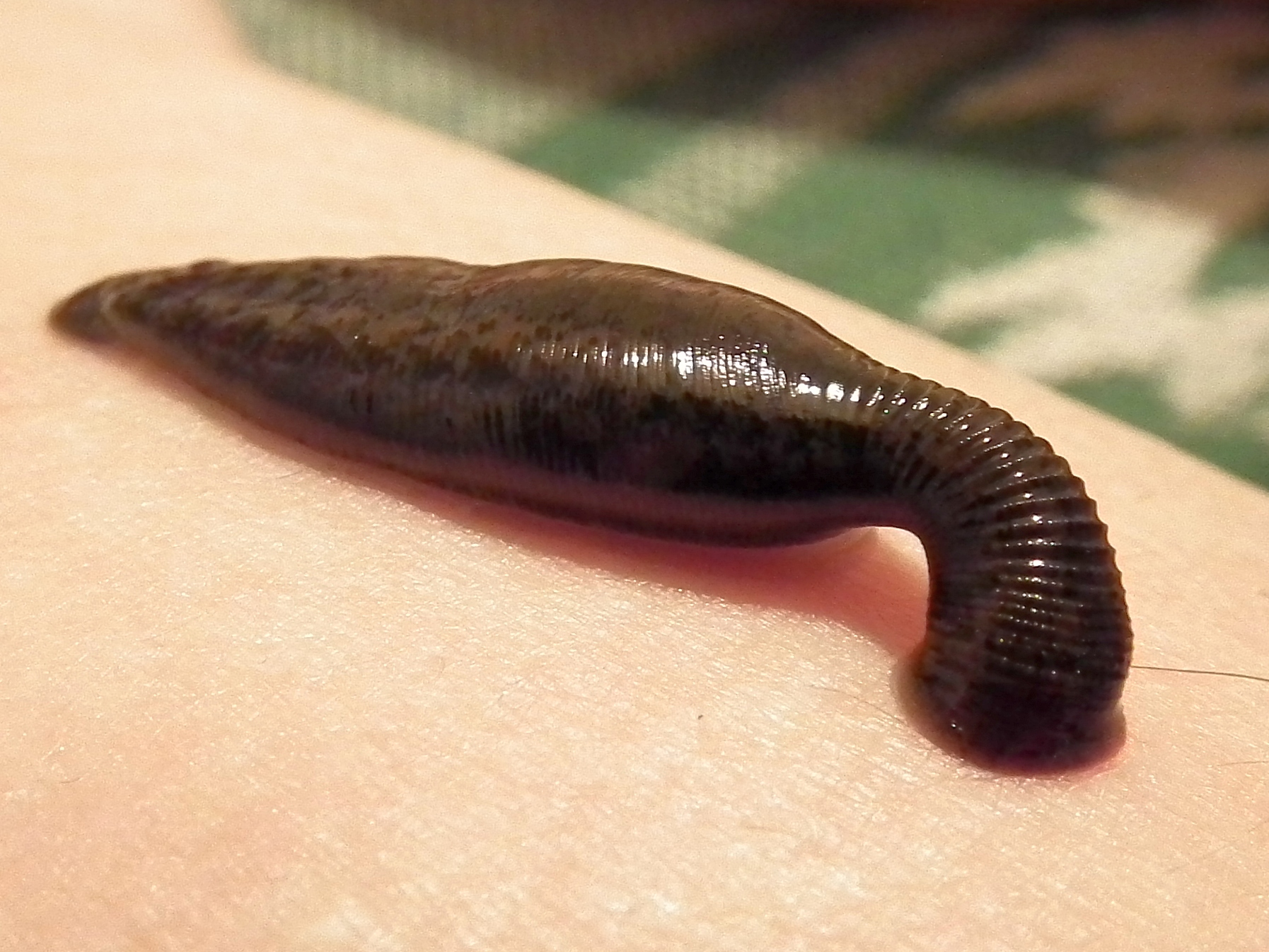
Sich am Körper festsaugender Medizinischer Blutegel (Hirudo medicinalis)

Der Vierländer Blutegelhandel war im 19. Jahrhundert ein erfolgreicher Hamburger Wirtschaftszweig, betrieben von Kleinbauern aus den Vierlanden. Zu seiner Entstehung wird vermutet, dass Apotheker die täglich in die Stadt reisenden Gemüsehändler veranlassten, Blutegel (Hirudo medicinalis) mitzubringen, die in den Gräben, Bracks und Kolken der Elbmarschen reichlich vorkamen. Mit der wachsenden Beliebtheit von Blutegeltherapien ab Anfang des 19. Jahrhunderts erwies sich der Handel mit Blutegeln als lukrativ, so dass die Fanggebiete nach kurzer Zeit nach Osten ausgeweitet wurden.
Daraus entstanden Konvois von Vierländer Händlern bis nach Russland, für 1839 sind Reisen bis Orenburg am Ural nachgewiesen. Die Blutegelhändler oder Ihlenfänger (von plattdeutsch Ihl ‚Blutegel‘), wie sie auch genannt wurden, galten eine Zeit lang als reicher als die für ihre Wohlhabenheit bekannten Gemüsehändler der Vierlande. So schildert Johann Heinrich Dräger in seiner Biografie von 1914: „Sie bildeten gleichsam die Hautes finances. Tauchten sie im Winter mit ihren Schlitten auf, dann verlosch aller Glanz der Bauern. […] Da die deutschen Egelfundorte sehr schnell erschöpft waren, wurde Russland alleiniger Egellieferant. Die Blutegelfahrer aber hatten sich Wohlstand und Weltgewandtheit erworben; sie waren in ihrer Heimat sehr angesehen.“
Die gefangenen Egel wurden in Wasser, Schlamm, Moos oder Torfmull aufbewahrt, in der Anfangszeit dienten Rückenkiepen als Transportmittel. Bei den Ostfahrten wurden Pferdekarren benutzt; von den Ihlenfängern als Wagenzüge zusammengestellt, unternahmen sie gemeinsam die etwa sechs Wochen dauernde Reise in die Fanggebiete. Der Fang der Egel soll Schilderungen zufolge von jungen Bauernmädchen vorgenommen worden sein: „Bis zu den Hüften aufgeschürzt, wateten sie durch die Teiche. Die Egel saugten sich an den Beinen fest und brauchten anschließend nur noch abgenommen zu werden.“ In der Hochzeit importierte man jährlich um die vier Millionen Blutegel, 200.000 bis 500.000 Tiere pro Wagenladung. Die Hamburger Zoll- und Akzisedeputation verzeichnete 1845, dass man 3.995.975 Egel nach Hamburg brachte, davon 1.113.475 verzollte, und 2.862.500 unverzollt weiterbeförderte.

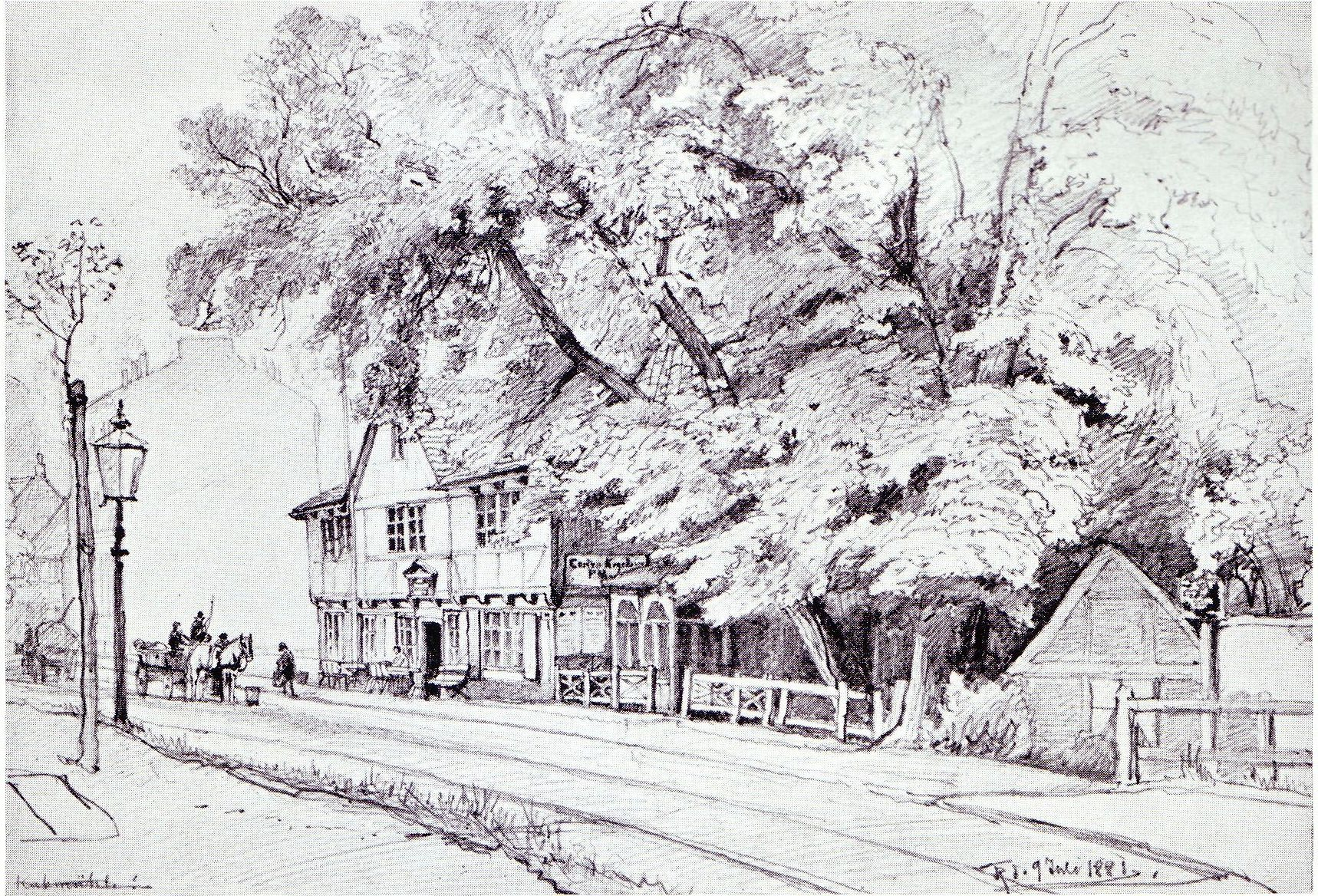
Gasthof Schinkenkrug in Hamburg-Horn, sogenannte „Blutegelbörse“, 1881

Um 1850 entstand in dem Gasthof Schinkenkrug an der Horner Landstraße in Horn eine „Blutegelbörse“, da hier die Rückkehr der „Russlandfahrer“ von Einkäufern aus ganz Deutschland, aber auch aus Frankreich, England, Holland, Belgien und Schweden erwartet wurde. Darüber hinaus war der damalige Vorort eine Zeit lang von diesem Handel geprägt, so stellten Horner Tischler in großem Umfang Fangkästen her. Südlich der Landstraße legte man in der Nähe der Bille Blutegelteiche an, in denen die Tiere bis zum endgültigen Verkauf gehalten wurden.
Ab der Wende zum 20. Jahrhundert ging der Blutegelhandel zurück; zum Beginn des Ersten Weltkriegs führten russische Ausfuhrzölle, rückläufige Fangergebnisse und das Aufkommen der Eisenbahn zum Ende der Wagenfahrten.